# Olivier Boscagli
Olivier Boscagli (Mónaco, 18 de noviembre de 1997) es un futbolista francés que juega de defensa en el Brighton & Hove Albion F. C. de la Premier League.

## Trayectoria
Boscagli comenzó su carrera deportiva en el O. G. C. Niza de la Ligue 1, con el que debutó como profesional el 25 de abril de 2015, frente al Stade Rennais.
Durante la temporada 2017-18 estuvo cedido en el Nîmes Olympique.

### PSV
En 2019 fichó por el PSV Eindhoven de la Eredivisie.

## Selección nacional
Boscagli fue internacional sub-17, sub-18, sub-19, sub-20 y sub-21 con la selección de fútbol de Francia.

## Clubes
| Club                         | País         | Año       |
| ---------------------------- | ------------ | --------- |
| O. G. C. Niza "II"           | Francia      | 2014-2015 |
| O. G. C. Niza                | Francia      | 2015-2019 |
| Nîmes Olympique (cedido)     | Francia      | 2017-2018 |
| PSV Eindhoven                | Países Bajos | 2019-2025 |
| Brighton & Hove Albion F. C. | Inglaterra   | 2025-act. |

## Palmarés

### Títulos nacionales
| Título                        | Club          | País         | Año  |
| ----------------------------- | ------------- | ------------ | ---- |
| Supercopa de los Países Bajos | PSV Eindhoven | Países Bajos | 2021 |
| Copa de los Países Bajos      | PSV Eindhoven | Países Bajos | 2022 |
| Supercopa de los Países Bajos | PSV Eindhoven | Países Bajos | 2022 |
| Copa de los Países Bajos      | PSV Eindhoven | Países Bajos | 2023 |
| Supercopa de los Países Bajos | PSV Eindhoven | Países Bajos | 2023 |
| Eredivisie                    | PSV Eindhoven | Países Bajos | 2024 |
| Eredivisie                    | PSV Eindhoven | Países Bajos | 2025 |